# Turris ambages
Turris ambages é uma espécie de gastrópode do gênero Turris, pertencente a família Turridae.